# Tyler Hoechlin
Tyler Lee Hoechlin (Corona, Californië, 11 september 1987) is een Amerikaanse acteur. Hij begon enige bekendheid te krijgen door zijn rol als Micheal Sullivan Jr. in de film Road to Perdition. Hoechlin heeft ook een aantal tv-producties gedaan, waarvan de bekendste rollen die van Martin Brewer in 7th Heaven en Derek Hale in Teen Wolf zijn. Sinds 2021 speelt hij in de tv-serie Superman & Lois. 

## Leven en carrière
Hoechlin is geboren als zoon van Lori en Don Hoechlin. Hij heeft twee broers en een zus. Hoechlin begon met baseball spelen op zijn zevende. Hij speelde voor Arizona State University en de Battle Creek Bombers of the Northwoods League. In 2008 speelde Hoechlin voor UC Irvine Anteaters. Omdat hij op een gegeven moment baseball en acteren niet meer kon combineren, moest Tyler een keuze gaan maken en is hij voor zijn acteercarrière gegaan. 
Hij begon met acteren toen hij negen jaar oud was. Door zijn vertolking van Michael Sullivan Jr. in Road to Perdition kreeg hij in 2003 de rol van Martin Brewer in de show 7th Heaven. Hoechlin werd genomineerd voor een Teen Choice Award voor Breakout Male Star in 2004. Hij speelde een rol in Grizzly Rage en ook in Solstice. Hoechlin speelde ook in een aflevering in het tweede seizoen van Castle. In 2011 speelde hij naast Owen Wilson en Christina Applegate in Hall Pass. Hoechlin speelt ook de rol van Derek Hale in Teen Wolf. Na het vierde seizoen verdween hij uit de serie. Hij wilde zich gaan focussen op andere filmprojecten. Voor de laatste opnames in seizoen zes keerde hij terug.
BuddyTV plaatste hem derde in de lijst TV's Sexiest Men of 2011.